# スヴェティ・ユリイ・オプ・シュチャヴニツィ
スヴェティ・ユリイ・オプ・シュチャヴニツィ（Sveti Jurij ob Ščavnici）は、スロベニアの市（オプチナ）である。
伝統的には、シュタイエルスカ地方の一部であり、プルレキヤ地方（Prlekija）の一部である。政治家のアントン・コロシェツ（Anton Korošec）、詩人のエドヴァルト・コツヴェク（Edvard Kocbek）、神学者のヴェコスラウ・グルミチ（Vekoslav Grmič）、劇作家のブラトコ・クレフト（Bratko Kreft）、文学批評家のフラン・イレシチ（Fran Ilešič）、民俗学者のダヴォリン・トルステニャク（Davorin Trstenjak）らの出身地である。